# Wesley Strick

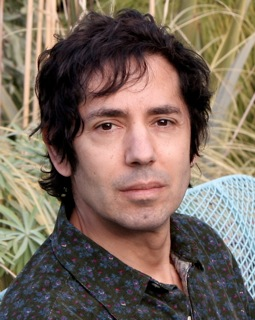
Wesley Strick

Wesley Strick (* 11. Februar 1954 in New York City) in ist ein US-amerikanischer Drehbuchautor.

## Leben und Wirken
Vor seiner Karriere im Filmgeschäft studierte Wesley Strick an der University of California in Berkeley. Daran anschließend arbeitete er als Musikkritiker.
Sein Debüt als Drehbuchautor gab er 1989 für das Filmdrama Das dreckige Spiel. Ein Jahr später war er an dem Drehbuch für den Horrorfilm Arachnophobia beteiligt. Im Jahre 1991 arbeitete er mit dem Regisseur Martin Scorsese zusammen und es entstand Kap der Angst. Es folgten vor allem Drehbücher für weutere Kinofilme, seit 2016 auch Arbeiten für das Fernsehen. Er tritt dabei auch als Ausführender Produzent in Erscheinung.
1995 gab Wesley Strick sein Debüt als Regisseur. Er inszenierte den Thriller Blood Line mit Daryl Hannah und Keith Carradine in den Hauptrollen. 2001 drehte er mit Hitched einen zweiten Film als Regisseur, dieser wurde direkt für das Fernsehen produziert.
Ebenfalls 1995 wurde Strick für das Drehbuch zum Horrorfilm Wolf – Das Tier im Manne mit einem Saturn Award ausgezeichnet. Bereits für Arachnophobia hatte er eine Nominierung erhalten.

## Filmografie (Auswahl)
- 1989: Das dreckige Spiel (True Believer)
- 1990: Arachnophobia
- 1991: Kap der Angst (Cape Fear)
- 1992: Eiskalte Leidenschaft (Final Analysis)
- 1994: Wolf – Das Tier im Manne (Wolf)
- 1997: The Saint – Der Mann ohne Namen (The Saint)
- 1998: Für das Leben eines Freundes (Return To Paradise)
- 2001: The Glass House
- 2005: Doom – Der Film (Doom)
- 2006: Love Is the Drug
- 2010: A Nightmare on Elm Street
- 2014: The Loft
- 2016, 2018–2019: The Man in the High Castle (Fernsehserie)
- 2023: Carnival Row (Fernsehserie, , 1 Folge, auch Ausführender Produzent)